# Feliciano Sánchez Chan
Feliciano Sánchez Chan (Xaya, Tekax, Yucatán; 24 de enero de 1960) es un poeta, dramaturgo, profesor y promotor cultural mexicano que escribe en lengua maya. Fue el coordinador de Publicaciones y Difusión en la Casa de los Escritores en Lenguas Indígenas de México entre 1997 y 2000.

## Biografía
A los nueve años, Feliciano Sánchez comenzó su labor de promoción de la lengua maya, en su natal Xaya. Durante sus vacaciones convocó a artistas locales y estudiantes para realizar un festival. Debido a que en la primaria les enseñaban español de manera repetitiva, encontró otras formas de poder expresarse.

### Carrera como promotor cultural

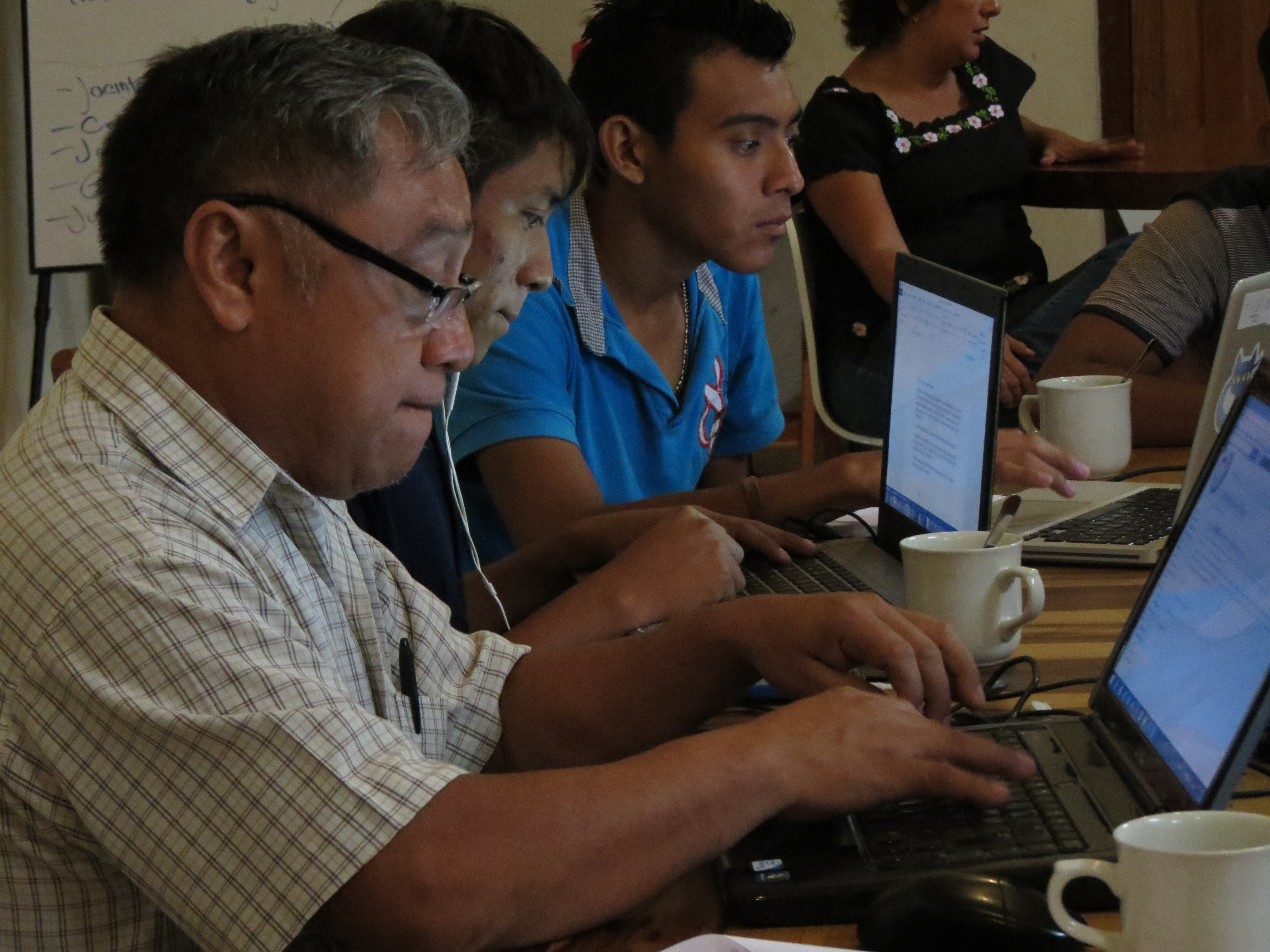
Feliciano Sánchez Chan editando la incubadora de Wikipedia en lengua maya, durante un taller

En 1981 comenzó a trabajar como promotor cultural en la Unidad Regional de Cultura Populares en Yucatán.
Fue subdirector general del Instituto para el Desarrollo de la Cultura Maya, en su estado natal, de 2001 a 2007.

### Carrera literaria
Entre 1997 y 2000, Sánchez Chan fue coordinador de Publicaciones y Difusión en la Casa de los Escritores en Lenguas Indígenas de México. Participó en la fundación de la Asociación Nacional de Escritorios en Lenguas Indígenas, una asociación civil. Asimismo ha recibido becas, como la del Fondo Nacional para la Cultura y las Artes (FONCA), en 1994, por su trabajo como escritor en lengua maya.
Ha trabajado en diversos medios de comunicación, revistas y periódicos, como El Nahual, Albatros Viajero, Blanco Móvil, A Duras Páginas, Hojas de Utopía, Entre Letras; y también en periódicos bilingües, como U k’aayil maya taan.
Trabaja también como tallerista y profesor de lengua maya, dando cursos en la Casa de los Escritores en Lenguas Indígenas de la Ciudad de México y también ha participado en los programas de Educación Intercultural Bilingüe del CONAFE.
En 2010, tradujo la Constitución Política de los Estados Unidos Mexicanos al maya, en el contexto de los festejos del Bicentenario de la Independencia de México y el Centenario de la Revolución, bajo el título U noj a'almajt'aanil u noj méektáanlu'umil: ku k'exik le beeta'ab 5 ti' febrero ti' u ja'abil 1857, y editada por Siglo XXI Editores.

## Estilo literario
Es un escritor tanto de poesía, novela y teatro. En su obra recolecta historias y tradiciones de la cultura maya, relatando las historias de las comunidades, sobre los seres sobrenaturales y los relatos de las niñas y los niños.

## Premios y distinciones
- 1993 - Premio Itzamná de Literatura en Lengua Maya, por X-Marcela[1]
- 1997 - Medalla al Mérito Literario en lengua maya, por el Instituto de Cultura de Yucatán[1]
- 2006 - Primer lugar de los Segundos Juegos Florales Universitarios en lengua maya 'Domingo Azul Poot', por su obra Tomoxchi, otorgado por la Universidad Autónoma de Yucatán[1]
- 2012 - Invitado de honor en el Encuentro Internacional de Poesía Liriko Fest, Eslovenia[1]
- 2021 - Medalla Bellas Artes de Yucatán, por su trabajo como impulsor del área de Literatura en Lengua Maya del CEBA[5]

## Obra

### Teatro
- Baldzamo´ob I y II. Colección Letras Mayas Contemporáneas vols. 21-24
- Teatro Maya Contemporáneo I y II. Colección Letras Mayas Contemporáneas vols. 21-24

### Antologías
- Relatos mayas, colección Lenguas de México. DGCP, 1996[1]
- Voces de la escritura. Universidad Autónoma de Yucatán[1]
- Palabras de los seres verdaderos: Antología de escritores actuales en lenguas indígenas de México, volumen: teatro. University of Texas Press, 2007[1]
- Las lenguas de América. Recital de poesía II. Carlos Montemayor, Universidad Nacional Autónoma de México, 2010[1]
- U túumben k’aayilo’ob x-ya’axche’ / Los nuevos cantos de la ceiba / The New Songs of the Ceiba: Antología de escritores mayas contemporáneos. Gobierno del Estado de Yucatán, 2015[1]
- Voces del Mayab: poemario. Feria Internacional de la Lectura Yucatán, 2015[1]